# Ионино (Ленинградская область)
Ионино — деревня в Лидском сельском поселении Бокситогорского района Ленинградской области.

## История
Согласно X-ой ревизии 1857 года:

ИОНИНО — деревня, принадлежит Унковской: хозяйств — 9, жителей: 22 м. п., 30 ж. п., всего 52 чел.

По земской переписи 1895 года:

  
ИОНИНО — деревня, крестьяне бывшие Унковской: хозяйств  — 7, жителей: 22 м. п., 16 ж. п., всего 38 чел.

В конце XIX — начале XX века деревня административно относилась к Верховско-Вольской волости 1-го земского участка 3-го стана Устюженского уезда Новгородской губернии.

ИОНИНО — деревня Шибаловского сельского общества, число дворов — 14, число домов — 20, число жителей: 40 м. п., 45 ж. п.; Занятие жителей: земледелие, лесные заработки. Колодцы. Смежна с усадьбой Ионино. 

ПАВЛОВСКОЕ-ИОНИНО — усадьба Н. Д. Унковского, число дворов — 3, число домов — 5, число жителей: 7 м. п., 4 ж. п.; Занятие жителей: земледелие. Пруд. Часовня, квартира и канцелярия земского начальника 1-го участка, мелочная лавка, смежна с дер. Ионино. (1910 год)

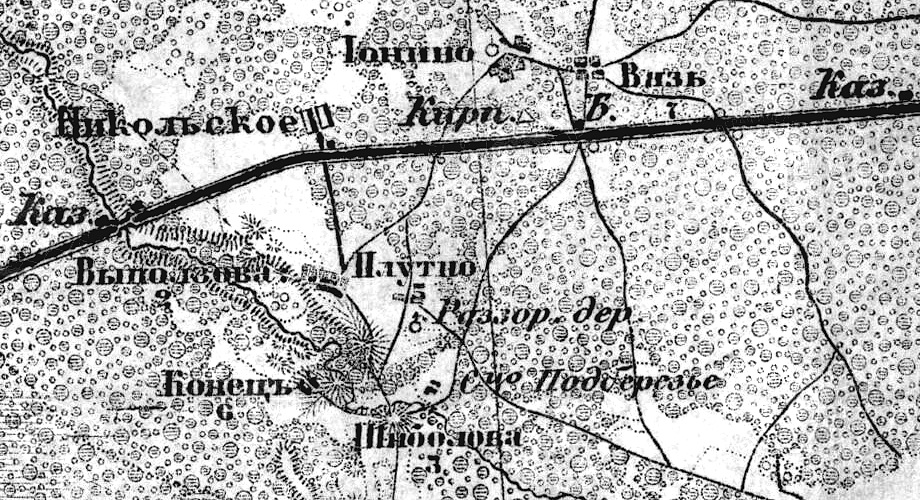
Деревня Ионино на карте 1917 года

С 1917 по 1927 год деревня входила в состав Советской волости Устюженского уезда Череповецкой губернии. 
С 1927 года, в составе Шибаловского сельсовета Ефимовского района.
По данным 1933 года деревня Ионино входила в состав Шибаловского сельсовета Ефимовского района.
В 1940 году население деревни составляло 242 человека.
С 1959 года, в составе Подборовского сельсовета.
С 1965 года, в составе Бокситогорского района.
По данным 1966, 1973 и 1990 годов деревня Ионино также входила в состав Подборовского сельсовета Бокситогорского района.
В 1997 году в деревне Ионино Подборовской волости проживали 2 человека, в 2002 году — также 2 человека (все русские).
В 2007 году в деревне Ионино Подборовского сельского поселения проживал 1 человек, в 2010 году — также 1 человек. 
Со 2 июня 2014 года — в составе вновь созданного Лидского сельского поселения Бокситогорского района.
В 2015 году в деревне Ионино Лидского СП проживали 6 человек.

## География
Деревня расположена в восточной части района близ железнодорожной линии Волховстрой I — Вологда, к северу от автодороги 41К-033 (Сомино — Ольеши).
Расстояние до посёлка Подборовье — 2 км.
Расстояние до ближайшей железнодорожной станции Подборовье — 2 км.  Ближайший остановочный пункт — платформа 292 км.

## Демография
| 1997 | 2002 | 2007 | 2010 | 2017 |
| ---- | ---- | ---- | ---- | ---- |
| 2    | →2   | ↘1   | →1   | ↗5   |

## Инфраструктура
На 1 января 2016 года в деревне было зарегистрировано 2 домохозяйства.